# Bahridi
Bahrijski mameluki (arabsko المماليك البحرية, latinizirano al-Mamalik al-Baḥariyya), včasih imenovani tudi Bahridi, so bili vladarji Mameluškega sultanata v Egiptu. Vladali so od leta 1250 do 1382 kot nasledniki Ajubidov. Člani vladajočega razreda Mamelukov so bili odkupljeni in nato osvobojeni sužnji (mameluki), najmočnejši med njimi pa so prevzeli vlogo kairskega sultana. Več bahrijskih mameluških sultanov je poskušalo vzpostaviti dedne dinastije prek svojih sinov, vendar so bili ti poskusi neuspešni, saj je vloga sultana po njegovi smrti pogosto prešla na drugega močnega Mameluka.
Bahrijski mameluki so bili večinoma kipčaškega (turškega) porekla. Štirinajst od osemnajstih sultanov med letoma 1279 in 1390 je bilo iz klana Kalavunidov.Po letih 1382/1390 so jih nasledili Burdžidi, po poreklu večinoma Čerkezi.
Ime  Bahri ali Bahrija pomeni 'z reke' in se nanaša na lokacijo njihovih prvotnih vojašnic na otoku Roda na Nilu (Nahr al-Nil)  v Kairu. Citadelo al-Roda je zgradil ajubidski sultan as-Salih Ajub.

## Zgodovina
Mameluki so oblikovali eno najmočnejših in najbogatejših cesarstev tistega časa, ki je trajalo od leta 1250 do 1517 in obsegalo Egipt, severno Afriko in Levant. 

### Razvoj
Ko je ajubidski sultan as-Salih Ajub leta 1250 umrl, so njegovi sužnji mameluki umorili njegovega sina in naslednika al-Muazama Turanšaha. Egiptovska sultanka je postala al-Salihova vdova Šadžar al-Dur, ki se je poročila z vrhovnim poveljnikom mamelukov, emirjem Ajbakom, in abdicirala. Ajbak je postal sultan in vladal od leta 1250 do 1257.
Mameluki so v desetih letih utrdili svojo oblast in sčasoma ustanovili Bahridsko dinastijo. Pri utrjevanju oblasti jim je posredno pomagalo mongolsko opustošenje Bagdada leta 1258, ki je dejansko uničilo Abasidski kalifat. Kairo je posledično postal pomembnejši od Bagdada in bil od takrat prestolnica Mamelukov. 
Mameluki so bili izkušeni konjeniki, ki so združili izkušnje turških stepskih ljudstev, iz katerih so izhajali, z organizacijsko in tehnološko dovršenostjo arabske konjenice. Leta 1260 so v bitki pri Ajn Džalutu v današnjem Izraelu premagali mongolsko vojsko in sčasoma prisilili napadalce, da so se umaknili na ozemlje današnjega Iraka. Poraz Mongolov je okrepil položaj Mamelukov v južnem sredozemskem bazenu. Bajbars, eden od mameluških poveljnikov v bitki, je po umoru sultana Kutuza, postal novi sultan sultanata.
Leta 1250 je bil Bajbars, eden od mameluških poveljnikov, ki so branili Mansuro pred križarskimi vitezi Ludvika IX. Francoskega. Slednji je bil kasneje v bitki pri Fariskurju dokončno poražen, ujet  in nato odkupljen. Bajbars je sodeloval tudi pri mameluškem prevzemu Egipta. Leta 1261 je potem, ko je postal sultan, v Kairu ustanovil marionetni Abasidski kalifat. Mameluki so se kasneje borili proti  ostankom križarskih držav v Palestini, dokler niso leta 1291 dokončno zavzeli Akre. 

#### Tatari in Mongoli
V Egipt se je priselilo veliko Tatarov in dobilo službo pri Bajbarsu. Bajbars je v bitki pri Elbistanu ponovno premagal Mongole in poslal abasidskega kalifa z le 250 možmi, da bi poskusil zavzeti Bagdad. Njihov poskus ni uspel. Leta 1266 je Bajbars opustošil Kilikijsko Armenijo in leta 1268 zavzel Antiohijo, ki je bila v posesti križarjev. Poleg tega se je boril proti Seldžukom in Asasinom. Pred svojo smrtjo leta 1277 je muslimansko oblast prvič razširil tudi v Nubijo.
Sultan Kalavun je leta 1280 zatrl upor v Siriji,  ki ga je vodil Sunkur al-Aškar, in leta 1281 pred Homsom ustavil še eno mongolsko invazijo, ki jo je vodil Abaka kan.  Ko je mongolska grožnja minila, je leta 1289 ponovno zavzel križarski Tripoli. Njegov sin Halil je leta 1291 zavzel Akro, zadnje križarsko mesto v Levantu.
Mongoli so ponovno napadli leta 1299 in bili leta 1303 v bitki pri Šahabu ponovno poraženi. Egiptovski mameluški sultani so navezali stike z Zlato hordo, ki se je spreobrnila v islam   in leta 1322 sklenili mirovni sporazum z Mongoli.
Sultan al-Nasir Mohamed se je leta 1319 poročil z mongolsko princeso. Njegovi diplomatski odnosi so bili obsežnejši od odnosov katerega koli prejšnjega sultana in so vključevali bolgarske, indijske in abesinske mogotce, pa tudi papeža, aragonskega kralja in francoskega kralja. Al-Nasir Mohamed je leta 1311 organiziral ponovno kopanje kanala, ki je povezal Aleksandrijo z Nilom.  Umrl je leta 1341.

### Upad
Nenehne menjave sultanov, ki so sledile, so povzročile velike nerede v provincah. Poleg tega je Egipt in Levant leta 1349 prizadela črna smrt, ki naj bi ubila veliko prebivalcev.
Leta 1382 je bil zadnji bahrijski sultan Hadži II. odstavljen s prestola in sultanat je prevzel čerkeški emir Barkuk. Leta 1389 je bil Barkuk izgnan, a se je leta 1390 vrnil na oblast. Z njegovo vrnitvijo se je začelo obdobje burdžidskih mamelukov.

## Vojaška organizacija
Vojsko v času Bahridov se lahko na splošno razdeli v več segmentov. 
Mameluki so bili jedro tako politične kot vojaške moči. Ti sužnji vojaki so bili razdeljeni na hasake, primerljive s cesarskimi gardami, kraljeve mameluke neposredno pod sultanovim poveljstvom  in običajne mameluke, običajno dodeljene lokalnim emirjem. 
Al-halka so bili pretežno profesionalni svobodnjaki pod neposrednim sultanovim poveljstvom. 
Vafidijo so tvorili Turki in Mongoli, ki so po mongolski invaziji prestopili na stran dinastije in običajno dobili zemljo v zameno za vojaško službo. Bili so zelo cenjeni vojaki. 
V preostalih enotah so bili Beduini iz različnih plemen, Turkomani in drugi Arabci. 

## Seznam bahridskih sultanov
| Vladarsko ime/imena | Osebno ime                                  | Vladanje                |
| --- | ------------------------------------------- | ----------------------- |
| al-Malik Ismet ad-Din Um-Halil الملکہ عصمہ الدین أم خلیل                                                                   | Šadžar al-Dur شجر الدر                      | 1250–1250               |
| al-Malik al-Muiz Iz al-Din Ajbak al-Džavšangir al-Turkmani al-Salihi الملک المعز عز الدین أیبک الترکمانی الجاشنکیر الصالحی | Iz-ad-Din Ajbak عز الدین أیبک               | 1250–1257               |
| Sultan al-Ašraf سلطان الاشرف                                                                                               | Muzafar ad-Din Musa مظفر الدین موسی         | 1250–1252               |
| Sultan al-Mansur سلطان المنصور                                                                                             | Nur ad-Din Ali نور الدین علی                | 1257–1259               |
| Sultan al-Muzafar سلطان المظفر                                                                                             | Sajf ad-Din Kutuz سیف الدین قطز             | 1259–1260               |
| Sultan Abul-Futuh – سلطان ابو الفتوح al-Zahir - الظاہر al-Bundukdari - البندقداری                                          | Rukn ad-Din Bajbars I. رکن الدین بیبرس      | 1260–1277               |
| Sultan al-Said Nasir-ad-Din سلطان السعید ناصر الدین                                                                        | Mohamed Barak Kan محمد برکہ خان             | 1277–1279               |
| Sultan al-Adil سلطان العادل                                                                                                | Badr-al-Din Solamiš بدر الدین سُلامش         | 1279                    |
| al-Mansur – المنصور al-Alfi - الالفی as-Salehi - الصالحی                                                                   | Sajf-ad-Din Kalavun سیف الدین قلاوون        | 1279–1290               |
| Sultan al-Ašraf سلطان الاشرف                                                                                               | Salah-ad-Din Halil صلاح الدین خلیل          | 1290–1293               |
| al-Nasir الناصر | Nasir-ad-Din Mohamed ناصر الدین محمد        | 1293–1294 (first reign) |
| al-Adil al-Turki al-Mughli العادل الترکی المغلی                                                                            | Zajn-ad-Din Kitbuga زین الدین کتبغا         | 1294–1297               |
| al-Mansur المنصور | Husam-ad-Din Lačin حسام الدین لاچین         | 1297–1299               |
| al-Nasir الناصر | Nasir-ad-Din Mohamed ناصر الدین محمد        | 1299–1309 (drugič)      |
| Sultan al-Muzafar Al-Džašankir سلطان المظفرالجاشنکیر                                                                       | Rukn-ad-Din Bajbars II. رکن الدین بیبرس     | 1309                    |
| al-Nasir الناصر | Nasir-ad-Din Mohamed ناصر الدین محمد        | 1309–1340 (tretjič)     |
| al-Mansur المنصور | Sajf-ad-Din Abu-Bakr سیف الدین أبو بکر      | 1340–1341               |
| al-Ašraf الأشرف | Ala-ad-Din Kudžuk علاء الدین کجک            | 1341–1342               |
| Sultan al-Nasir سلطان الناصر                                                                                               | Šihab-ad-Din Ahmed شھاب الدین أحمد          | 1342                    |
| Sultan as-Salih سلطان الصالح                                                                                               | Imad-ad-Din Ismail عماد الدین إسماعیل       | 1342–1345               |
| Sultan al-Kamil سلطان الکامل                                                                                               | Sajf-ad-Din Šaban I. سیف الدین شعبان اول    | 1345–1346               |
| Sultan al-Muzafar سلطان المظفر                                                                                             | Sajf-ad-Din Hadži I. سیف الدین حاجی اول     | 1346–1347               |
| al-Nasir Abu al-Mali الناصر أبو المعالی                                                                                    | Badr-ad-Din al-Hasan بدر الدین الحسن        | 1347–1351 (prvič)       |
| Sultan as-Saleh سلطان الصالح                                                                                               | Saleh-ad-Din bin Mohamed صلاح الدین بن محمد | 1351–1354               |
| al-Nasir Abu al-Mali Nasir-ad-Din الناصر أبو المعالی ناصر الدین                                                            | Badr-ad-Din al-Hasan بدر الدین الحسن        | 1354–1361 (drugič)      |
| al-Mansur المنصور | Saleh-ad-Din Mohamed صلاح الدین محمد        | 1361–1363               |
| al-Ašraf Abu al-Mali الأشرف أبو المعالی                                                                                    | Zajn-ad-Din Šaban II. زین الدین شعبان ثانی  | 1363–1376               |
| Al-Mansur المنصور | Ala-ad-Din Ali علاء الدین علی               | 1376–1382               |
| Sultan as-Salih سلطان الصالح                                                                                               | Saleh-ad-Din Hadži II. صلاح الدین حاجی ثانی | 1382 (prvič)            |
| al-Zahir الظاہر | Sajf-ad-Din Barkuk سیف الدین برقوق          | 1382–1389               |
| Sultan as-Salih سلطان الصالح المظفر المنصور                                                                                | Saleh-ad-Din Hadži II. صلاح الدین حاجی ثانی | 1389 (drugič)           |

Za al-Salehom je oblast v Mameluškem sultanatu leta 1389–1390 prevzel Sajf-ad-din Barkuk iz dinastije Burdžidov.